# TCDD-Baureihe DE 24000
Die TCDD-Baureihe DE 24000 ist eine Lokomotivbaureihe der türkischen Staatsbahnen TCDD.

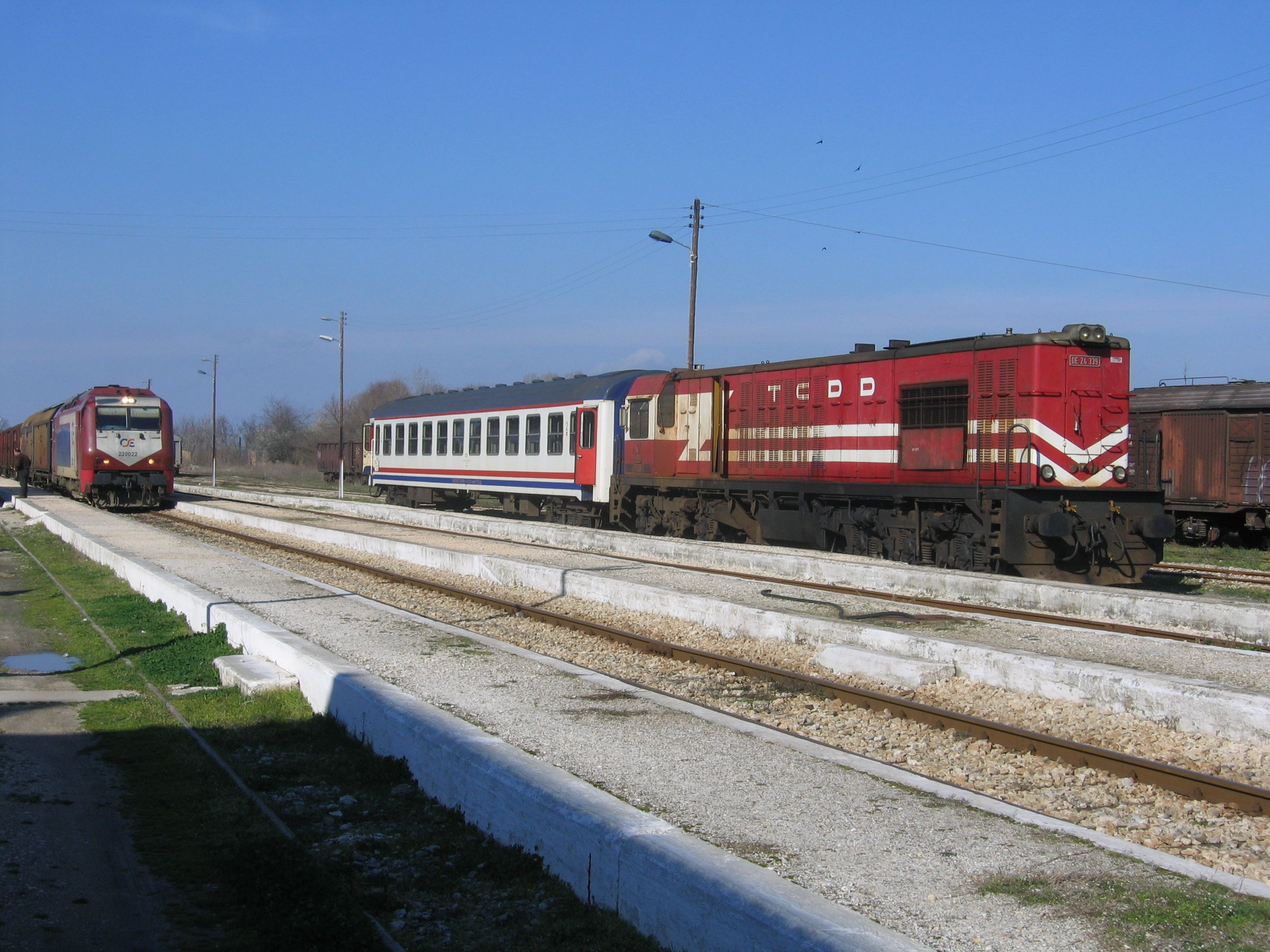
Andere Seite der Lok

Die Diesellokomotiven der TCDD-Baureihe DE 24000 wurden für den Betrieb auf nicht elektrifizierten Strecken in der Türkei angeschafft. Die Fahrzeuge können sowohl vor Personen- als auch Güterzügen eingesetzt werden. Die Maschinen wurden von Tülomsaş gebaut, welche die Lokomotiven in Lizenz von MTE baute. Die ersten Loks wurden 1971 in Dienst gestellt, die Produktion endete nach 431 Lokomotiven 1985.
Seit 2003 werden die DE 24000 von der TCDD ausgemustert, sie bilden jedoch weiterhin ein wichtiges Rückgrat der türkischen Eisenbahnen.